# 천징룬

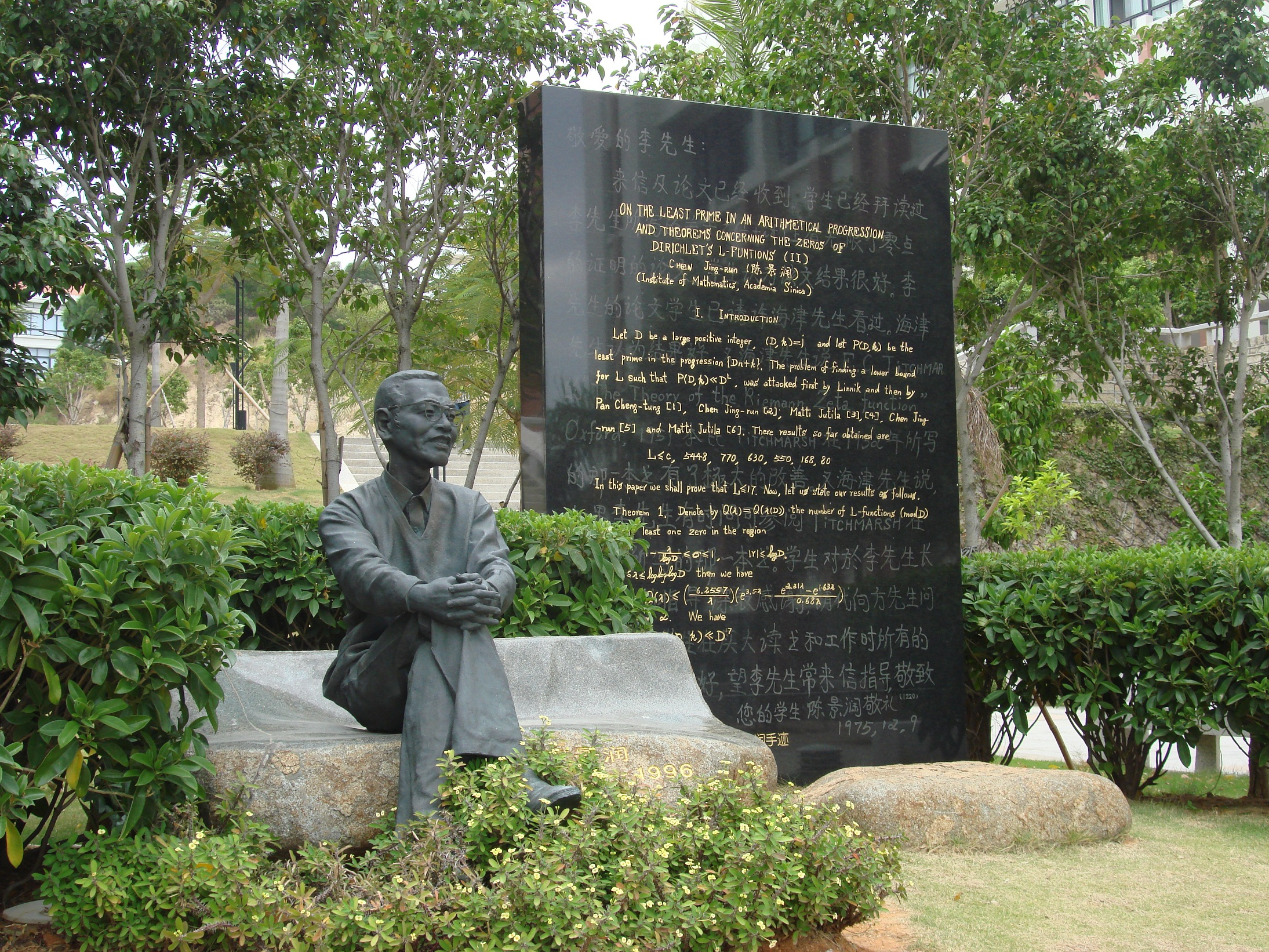
샤먼 대학에 서 있는 천징룬 동상

천징룬(중국어 간체자: 陈景润, 정체자: 陳景潤, 한어 병음: Chén Jǐngrùn, 웨이드-자일스: Ch'en Chingjun, 한자음: 진경윤, 1933년 5월 22일 ~ 1996년 3월 19일)은 중화인민공화국의 수학자다. 수론에 공헌하였고, 골드바흐 추측에 대하여 현재 가장 강력한 결과인 천의 정리를 증명하였다.
그의 이름을 딴 소행성 7681 천징룬(7681 Chenjingrun)이 존재한다.

## 참고 문헌
- Pan, Chendong; Wang Yuan (1996). “Chen Jingrun: a brief outline of his life and works”. 《Acta Math. Sinica (NS)》 (영어) 12 (225–233). 2012년 2월 12일에 원본 문서에서 보존된 문서. 2013년 12월 25일에 확인함.